# GODIEGO NEW MUSIC BEST CHOICE Vol.8
『GODIEGO NEW MUSIC BEST CHOICE Vol.8』（ゴダイゴ・ニュー・ミュージック・ベスト・チョイス・ボリューム・エイト）は、1988年11月21日に発売されたゴダイゴのベスト・アルバム。

## 収録曲
1. 想い出を君に託そう (4:54)
2. 僕のサラダガール (3:03) ※シングルバージョン
3. ハピネス (3:25) ※日本語版。演奏はゴダイゴだが、タケカワユキヒデのソロ名義
4. トライ･トゥ･ウェイク･アップ･トゥ･ア･モーニング (3:50)
5. ガンダーラ (4:09) ※日本語版
6. THE BIRTH OF THE ODYSSEY～MONKEY MAGIC (4:59) ※アルバムバージョン
7. ホーリー&ブライト (4:01) ※日本語版
8. サンキュー・ベイビー (2:04)
9. ビューティフル・ネーム (3:44) ※日本語版・『CARRY LOVE 全曲集』（1983年11月1日発売のカセットテープ）で初収録されたエンディングがフェイドアウトしないバージョン
10. 銀河鉄道999 (3:31) ※日本語版
11. (カミング・トゥゲザー・イン)カトマンズ (3:59) ※日本語版・シングルバージョン
12. ナマステ (3:48) ※日本語版
13. リターン・トゥ・アフリカ (4:17) ※日本語版
14. ポートピア (4:45) ※日本語版
15. マジック・カプセル (4:25) ※日本語版
16. キャリー・ラヴ (4:02) シングルバージョン